# 爱情真可怕
《爱情真可怕》（韓語：사랑이 무서워），2011年在韩国上映的爱情片。

## 劇情介紹
尚烈是一个家庭购物男模特，素妍是他的同事，两人经常扮演夫妻，日久生情，尚烈爱上了素妍，尚烈为人单纯、傻气，但是没有心计。素妍和电视台的朴监制是情侣，但是素妍怀孕后，因为不听从他打胎的意思而分手。两人分手后，素妍专心做了家庭主妇，尚烈继续在模特界打拼，导演因为心存嫉恨而时常找尚烈的麻烦。
一日，他邀请尚烈出去喝酒，并且告诉尚烈，素妍怀孕的孩子是自己的孩子。尚烈听了之后饱受打击，离家出走。尚烈便住到了高中同学明富的家中。素妍和尚烈分开后，又和朴监制居住到了一起，但是发现朴监制背后陷害尚烈后，决心离开朴监制的家，被朴监制推倒在地上，因为怀孕，素妍面临紧急临产。她打电话给尚烈，尚烈紧急驱车赶往她的住所，将她送到了医院，保住了素妍和孩子的生命。

## 演員
- 任昌丁 出演 尚烈
- 金奎吏 出演 素妍
- 金太勳 出演 朴监制
- 安奭奐 出演 大叔。“独眼”烧烤店老板。
- 朴民煥
- 李雅勉
- 金鎮洙
- 尹智敏
- 金守美 出演 尚烈的母亲

## 制作
电影是《色即是空》的原班人马，不避敏感性话题：一夜情、同性恋、打飞机。